# Ponts de Campelles
Els Ponts de Campelles són els ponts del municipi de Campelles (Ripollès). Almenys tres d'aquestes construccions formen part de l'Inventari del Patrimoni Arquitectònic de Catalunya.

## Pont d'Angelats
El pont d'Angelats és una obra popular inventariada. És d'un arc, tot de pedra i amb baranes a l'antic camí al Baell. Afluent per la dreta del Freser. A prop de la masia d'Angelats, per sota del pont dels ferrocarrils de Barcelona a Puigcerdà.

## Pont Nou del Molí d'en Coll
El Pont del Molí d'en Coll és una obra popular inventariada. És d'un arc tot de pedra. Sobre un torrent que forma la riera d'Angelats, afluent del riu Freser.

## Pont Vell del Molí d'en Coll
El Pont Vell del Molí d'en Coll és una obra popular inventariada. És un pont d'un arc tot de pedra en un antic camí de ferradura, entre el Baell i el poble de Campelles. Tapat completament de vegetació, serveix actualment per portar aigua a Campelles per mitjà de canonades. Sobre la riera d'Angelats, afluent del Freser.